# Proprioseiopsis acapius
Proprioseiopsis acapius är en spindeldjursart som beskrevs av Wolfgang Karg 1976. Proprioseiopsis acapius ingår i släktet Proprioseiopsis och familjen Phytoseiidae. Inga underarter finns listade i Catalogue of Life.